# Oreophrynella cryptica
Oreophrynella cryptica är en groddjursart som beskrevs av J. Celsa Senaris 1995. Oreophrynella cryptica ingår i släktet Oreophrynella och familjen paddor. IUCN kategoriserar arten globalt som sårbar. Inga underarter finns listade i Catalogue of Life.